# Contea dell'Isola del Natale
La contea dell'Isola del Natale è una local government area che si occupa di governare il territorio esterno australiano dell'Isola del Natale. Essa si estende su di una superficie di 137 chilometri quadrati ed ha una popolazione di circa 1.200 abitanti. L'isola si trova 2.360 chilometri a nord di Perth, la capitale dello Stato, e 500 chilometri a sud di Giava (Indonesia), nell'Oceano Indiano.
La popolazione è in maggioranza di origine cinese, malese ed europea.

## Politica
L'organo governativo locale della Contea è il Consiglio della Contea dell'Isola di Natale, composta da nove consiglieri.
Nel 2020 i consiglieri erano:
- Gordon Thomson (presidente)
- Kee Heng Foo (vice-presidente)
- Philip Woo
- Hafiz Masli
- Vincent Saw
- Kelvin Lee
- Azmi Yon
- Morgan Soh
- Farzian Zainal